# Baixa Francónia
Baixa Francónia (português europeu) ou Baixa Francônia (português brasileiro) (em alemão Unterfranken), é uma região administrativa (Regierungsbezirke) da Alemanha, parte da antiga região da Francônia, sua capital é a cidade de Würzburg. Também é conhecida como Francónia Inferior (português europeu) ou Francônia Inferior (português brasileiro).

## Subdivisões administrativas
A região da Baixa Francónia está dividida em nove distritos (Kreise) e três cidades independentes (Kreisfreie Städte), que não pertencem a nenhum distrito.
- Kreise (distritos):

1. Aschafemburgo
2. Bad Kissingen
3. Haßberge
4. Kitzingen
5. Meno-Spessart
6. Miltemberga
7. Rhön-Grabfeld
8. Schweinfurt
9. Wurtzburgo

- Kreisfreie Städte (cidades independentes):

1. Aschafemburgo
2. Schweinfurt
3. Wurtzburgo